# Ciberpoesía
La ciberpoesía (también llamada "poesía electrónica" o "poesía digital") es la rama de la ciberliteratura en la que predomina la función estética del lenguaje. Técnicamente se caracteriza por el empleo de diversos recursos tecnológicos, desde el simple hipertexto, la animación bi- o tridimensional, hasta las más avanzadas interfaces de realidad virtual.

## Clasificación
Esta es una posible clasificación de la ciberpoesía, ordenada desde lo más simple técnicamente hasta lo más complejo:
- Poesía hipertextual: es aquella que (sólo) emplea el hipertexto (la suma de textos y enlaces) para formar una obra poética.
- No-Poesía visual: En el límite entre la literatura y el arte visual se sitúa la "no-poesía", género que emplea los signos gráficos -las letras, los números, los signos especiales- para crear imágenes, al margen de su capacidad significativa habitual.

- Poesía visual: Abandonando completamente el mundo de la palabra como signo, y empleándola como mero elemento estético, la poesía visual se sitúa más cerca del diseño gráfico o de las artes plásticas que de la literatura.
- Poesía animada o en movimiento: obras poéticas en las que las palabras del texto se mueven o se modifican progresivamente, ya sea por la interacción con el usuario, o de forma automática.

- Holopoesía o poesía holográfica: Se denomina así a aquellos textos con contenido poético desarrollados por medio de la utilización de la técnica holográfica.
- Poesía generada por computadora: Aquellos textos que se crean automáticamente, mediante programas a los que se le han proporcionado unas reglas lingüísticas y semánticas, con mayor o menor interacción del usuario.
- Poesía virtual: Consiste en textos digitales tridimensionales, interactivos, navegables por intermedio de interfaces de realidad virtual o aumentada.

## Wikipoemas
Un wikipoema es un poema colaborativo cuyo antecedente directo es el cadáver exquisito. El entorno wiki favorece la colaboración inmediata de diversos usuarios como múltiples autores anónimos que crean, editan, borran o modifican el contenido lírico.  

## Software
Existen pocas herramientas de software hechas específicamente para la creación de Ciberpoesía. Aquí se pretende enumerar una lista con algunas de ellas:
- MIDIPoet (1999), de Eugenio Tisselli. Software para la creación y manipulación de piezas de texto e imagen, que responde en tiempo real al teclado del ordenador o a mensajes MIDI.